# Амінево (Баймацький район)
Амі́нево (рос. Аминево, башк. Әмин) — присілок у складі Баймацького району Башкортостану, Росія. Входить до складу Тем'ясовської сільської ради.
Населення — 277 осіб (2010; 284 в 2002).
Національний склад:
- башкири — 99%